# نوال (اسم)
نوال اسم عربي علم مؤنث. معناه: عطاء.

## شخصيات تحمل هذا الاسم
- نوال الكويتية
- نوال منصوري
- نوال المتوكل
- نوال نور
- نوال السعداوي
- نوال الزغبي